# Matzpen (Schiff)
Die Matzpen (hebräisch מַצְפֵּן) war nach der Staatsgründung Israels das erste Kriegsschiff der Israelischen Marine. Ursprünglich als Kutter gebaut, wurde sie unter dem Namen Northland als Küstenwachschiff der US-Küstenwache in Dienst gestellt. Nach dem Zweiten Weltkrieg diente das Schiff unter dem Namen The Jewish State als Flüchtlingsschiff, um dann als Eilat für die in die Israelische Marine übernommen zu werden.

## KüstenwachschiffNorthland
Die Northland wurde eigens für Diensteinsätze in arktischen Gewässern ausgelegt. Manche Quellen bezeichnen deshalb den Kutter auch als Eisbrecher. Das von Newport News Shipbuilding and Drydock Corp. gebaute Schiff besaß einen dieselelektrischen Antrieb mit zwei Sechszylinder-Dieselmotoren, zwei Generatoren und einem Doppelanker-Elektromotor auf eine Schraube. Die Höchstgeschwindigkeit betrug 11,7 Knoten. Bei einer Fahrtgeschwindigkeit von 11 Knoten betrug die Reichweite 10.280 Meilen, bei 10 Knoten 12.000 Meilen und bei 8,2 Knoten 18.800 Meilen. Zusätzliche Reichweite konnte mit der Besegelung erzielt werden.
Stapellauf des 865.730 $ teuren Schiffs war am 5. Februar 1927, die Indienststellung erfolgte am 7. Mai des gleichen Jahres. Von wechselnden Heimathäfen San Francisco, Oakland und Seattle aus wurde die Northland vorwiegend in der Beringsee eingesetzt. Zu den Aufgaben der Küstenwachtschiffen der Gegend gehörten in jener Zeit nicht nur Patrouillenfahrten. Auch Regierungsaufgaben, Geheimdienstaufträge, Postbeförderung, Transport von Staatsbediensteten wie Lehrer und Richter, medizinische Versorgung abgelegener Ortschaften, Überwachung von Gesundheitswesen, Forst und Jagd sowie die Gewerbeaufsicht gehörten zu den Tätigkeiten der Schiffe und ihrer Mannschaften.
1936 wurden Besegelung und Masten von der Northland entfernt. Bereits 1938 wurde das erst elf Jahre alte Schiff außer Dienst gestellt. Im Juni 1939 wurde sie wieder in Betrieb genommen und nach Boston verlegt, wo sie für die zweite Byrd Antarctic Expedition vorgesehen war und vorbereitet wurde. Mit Beginn des Zweiten Weltkriegs wurde sie von der Expedition abberufen und nach Alameda, Kalifornien, für Küstenwachpatrouillen an der Westküste beordert.

## Kriegseinsatz
Im Mai 1940 wurde die Northland wieder in den Atlantik verlegt. Auf der New York Navy Yard wurde sie für Sondereinsätze in Grönland ausgerüstet. In diesem Zusammenhang erhielt das Schiff ein eigenes Bordflugzeug, zunächst eine Curtiss SOC-4 und ab 1942 eine Grumman J2F-5. Bei einer ersten Erkundungsfahrt ab dem 20. August wurden grönländische Häfen auf deren Eignung für die Stationierung von Patrouilleneinheiten begutachtet. Mit dem Ergebnis wurden bestehende Häfen, aber auch geeignete Standorte für neue Häfen ausgewählt. Zwischen der US-Regierung und der dänischen Exilregierung wurde vereinbart, dass Grönland in den Schutz- und Verteidigungsbereich der USA aufgenommen wird.

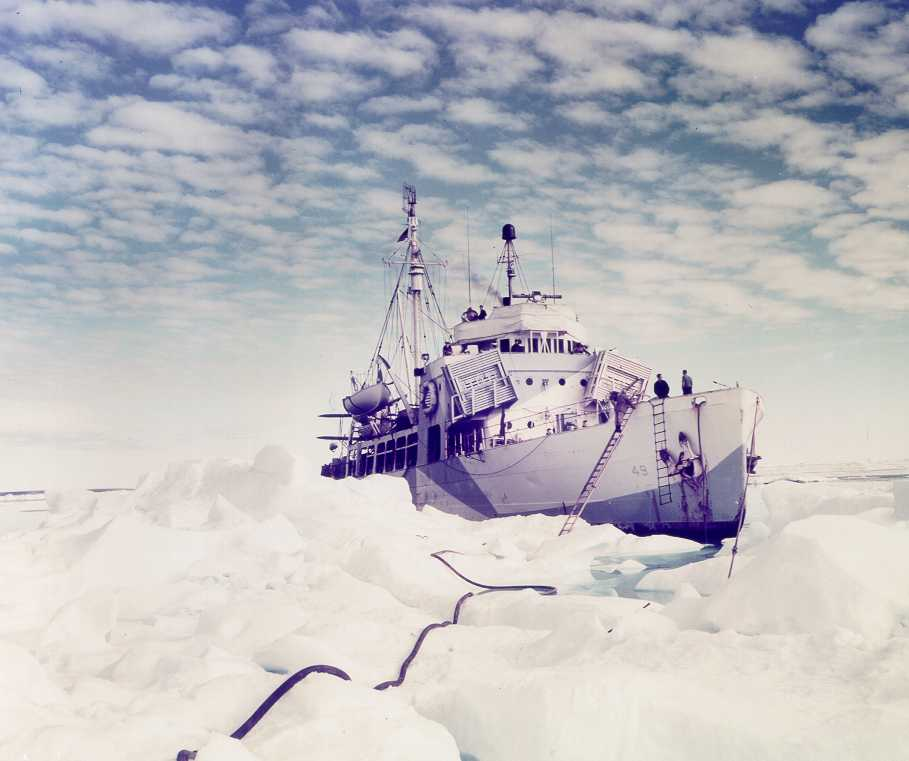
Die Northland bei einem Einsatz vor Grönland, 1944

Im April 1941 wurde die Northland zur Unterstützung der Südgrönland-Erkundungsexpedition herangezogen. Während der Expedition suchte die Northland zusätzlich den Nordatlantik nach Überlebenden von versenkten Schiffen ab. Als Ergebnis der Expedition wurde die Südgrönland-Patrouille mit den Kuttern Comanche, Modoc und Raritan, sowie dem Forschungsschiff Bowdoin aufgestellt. Einen Monat später folgte die Aufstellung der Nordostgrönland-Patrouille mit den Schiffen Northland, Bear und North Star. Kommandeur der Grönlandpatrouillen war Kapitän Edward H. Smith.
Am 12. September 1941 stoppte die Northland den von den Deutschen okkupierten norwegischen Segler Buskoe und sandte ein Inspektionskommando an Bord. Die Buskoe wurde verdächtigt, Wetterdaten und Informationen über alliierte Schiffe nach Deutschland zu übermitteln, daher wurde der Segler aufgebracht und nach Mackenzie Bay gebracht. Sie war damit das erste von den USA gekaperte Schiff in der amerikanischen Vorkriegsphase. Durch die Beschlagnahmung der Buskoe wurden deutsche Aktionen aufgedeckt, mit denen auf Grönland geheime Funkstationen eingerichtet wurden. Mit einem nächtlichen Kommandounternehmen der Northland wurde eine solche Radiostation mitsamt Bedienpersonal, Geräten, Codes und Einsatzplänen für weitere Funkstationen erobert.
Am 25. Oktober 1941 wurden beide Grönland-Patrouillen unter Kapitän Smith zusammengefasst, der zum Konteradmiral befördert wurde. Von Anbeginn an diente die Northland als Flaggschiff der Patrouille, die bis 1943 auf 37 Schiffe anwuchs. Auf einer Patrouillenfahrt in der Davisstraße sichtete die Northland am 18. Juni 1942 ein U-Boot, das sie mit Wasserbomben angriff. Ölflecken und Luftblasen nach dem Angriff indizierten eine Versenkung, doch in deutschen Unterlagen fanden sich bislang keine Hinweise auf ein verlorenes U-Boot in dieser Gegend und Zeitrahmen. Im Juli 1944 sichtete die Northland einen deutschen Dampfer, bei dem es sich vermutlich um die Coburg handelte. Doch bevor ein Kommando an Bord geschickt werden konnte, wurde das deutsche Schiff von der eigenen Mannschaft zerstört. Vermutlich gehörte das Schiff zu einer von drei deutschen Grönland-Expeditionen. Ein weiteres deutsches Expeditionsschiff wurde im September gestellt, doch auch dies wurde durch Selbstversenkung dem Zugriff entzogen.
Nach Kriegsende und Auflösung der Grönland-Patrouille ging die Northland am 1. Januar 1946 an das Finanzministerium über und wurde bis zur Ausmusterung am 27. März 1946 für die Steuerfahndung eingesetzt. Nach der Ausmusterung wurde das Schiff zum Verkauf ausgeschrieben.
Für die Einsätze im Zweiten Weltkrieg wurde die Northland mit zwei Battle Stars ausgezeichnet.

## Flüchtlingsschiff
Im Frühjahr 1947 stand die Northland zum Verschrotten zum Verkauf an und wurde für 50.000 $ von Weston Trading Co. übernommen. Weston war jedoch kein Schiffsverwerter, sondern eine Tarnfirma des Mossad le Alija Bet. Am 1. Mai verließ die Northland Baltimore mit Ziel Port-de-Bouc bei Marseille. Um Kosten zu senken, war die Atlantiküberfahrt ein Frachttransport im Auftragsdienst. Während der Überfahrt fielen im Abstand eines Tages beide Antriebsmotoren aufgrund von Dichtungsschäden aus. Von der antriebslosen Northland wurde kein SOS-Notruf abgesetzt, den Maschinisten gelang nach stundenlanger Arbeit die behelfsmäßige Reparatur. In Port-de-Bouc wurde die Fracht gelöscht, Treibstoff gebunkert, die Motoren ordentlich repariert sowie Generatoren ausgetauscht. Danach verließ die Northland wieder Port-de-Bouc und fuhr nach Bayonne, wo sie in dreimonatiger Arbeit von Palyamniks zum Flüchtlingsschiff umgebaut wurde. In direkter Nachbarschaft zur Northland wurde die Paducah ebenfalls zum Flüchtlingsschiff umgerüstet, die kleinere Paducah war jedoch früher fertig und konnte den Hafen wieder verlassen. Unter dem Eindruck der Exodus-Affäre wurde die Northland direkt nach der Abfahrt der Paducah festgesetzt und durfte das Dock erst nach Zahlung aller Rechnungen verlassen. Am 28. August 1947 verließ die Northland Bayonne.
Ursprünglich war die Northland für die Aufnahme von Passagieren in Danzig vorgesehen. Aufgrund der Exodus-Affäre wurde dieser Plan fallen gelassen und ein Ausweichen ins Schwarze Meer beschlossen, wo die Northland Flüchtlinge aus Rumänien und Bulgarien aufnehmen sollte. Der Aufmerksamkeit der Briten konnte sie dennoch nicht entgehen. Vom 3. September an, als die Northland und die Paducah Gibraltar passierten, bis zu ihrer Dardanellen-Passage am 12. September wurden die beiden Schiffe permanent von britischen Kriegsschiffen überwacht.

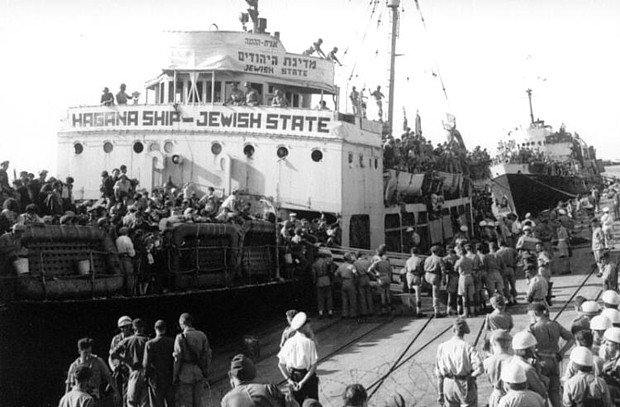
Northland als jüdisches Flüchtlingsschiff Jewish State, 1947 im Hafen von Haifa. Im Hintergrund liegt die Geula am Pier.

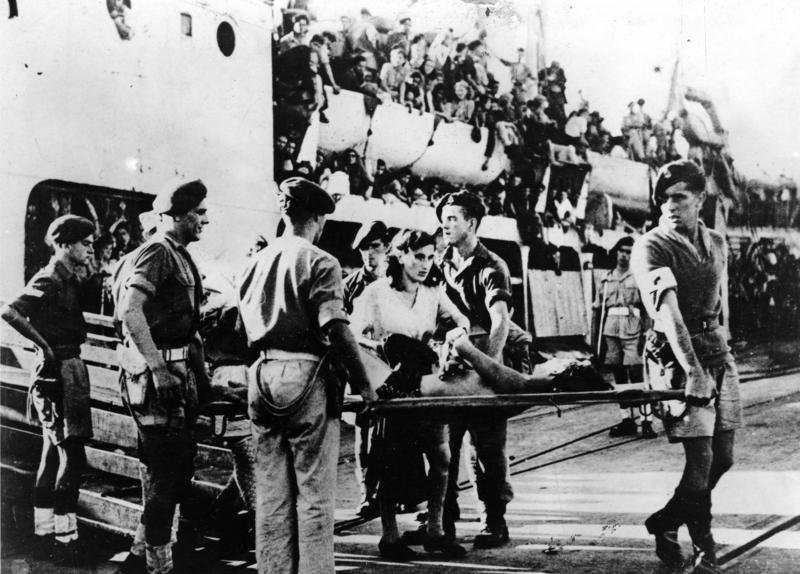
Verletzte Passagiere werden von der beschlagnahmten Jewish State gebracht. Es sind die einzigen Passagiere, die in Haifa an Land gehen dürfen.

Für die anstehende Verwendung als Flüchtlingsschiff erhielten beide Schiffe Hagana-Codenamen. Die Northland wurde zur The Jewish State (hebräisch מְדִינַת הַיְּהוּדִים Mədīnat haJəhūdīm, deutsch ‚Staat der Juden‘), in Anlehnung an das Buch Der Judenstaat von Theodor Herzl; die Paducah erhielt den Namen Geʾulla. Am 23. September erreichten die beiden Schiffe Burgas und begannen, Passagiere an Bord zu nehmen. Bis zum 26. September nahm die Jewish State 2664 Flüchtlinge auf. Jeder einzelne jüdische Flüchtling musste durch die kommunistischen Führungen der Länder genehmigt werden, und der Mossad le Alija Bet bezahlte für jeden jüdischen Flüchtling einen festgelegten Geldbetrag. Dennoch wurde vom rumänischen Auswärtigen Amt Einfluss auf die bulgarischen Behörden genommen, um die Auslaufgenehmigung für die Jewish State zu verweigern. Doch mit Genehmigung der bulgarischen Behörden, und durch die Sowjetunion bestätigt, konnten Jewish State und Geʾula am 26. September ablegen.
Zwei Tage später, am 28. September, passierten die Jewish State und die Geʾula wieder die Dardanellen. Bald darauf wurden sie von HMS Chaplet und HMS Cheviot entdeckt und beschattet. Die beiden britischen Kriegsschiffe wurden später von HMS Haydon und HMS Charity abgelöst. Geplant war der Einsatz der Geʾula als Eskortenschiff für die Jewish State, die dann die Geʾula-Passagiere querab von Rhodos übernehmen sollte. War dieses Vorhaben aufgrund der drohenden Überladung der Jewish State von vornherein wenig praktikabel, wurde es nun wegen der permanenten Überwachung durch die Briten gänzlich aufgegeben. Beide Schiffe fuhren weiter Richtung Palästina, ab Rhodos jedoch auf separaten Routen: Die Geʾula nahm Kurs auf Haifa, die Jewish State steuerte Tel Aviv an. Um der Überwachung der Charity zu entkommen, fuhr die Jewish State Ausweichmanöver. Der gewünschte Effekt stellte sich jedoch nicht ein. Daher wurden auf der Jewish State sämtliche Zugänge zum Schiff durch Drahtzäune und andere Barrikaden gesichert, um ein Entern durch die Briten zu vermeiden oder zumindest stark zu erschweren. Zwar wurde vom Mossad le Alija Bet infolge der Todesopfer der Exodus-Affäre nur noch passiver Widerstand angeordnet, dennoch wurden Wurfgegenstände wie Steine, Schrauben und Dosen, sowie Schlagstöcke bereitgelegt. Die Briten beorderten drei Zerstörer und eine Fregatte als Unterstützung zur Charity, und am 2. Oktober erfolgte fünf Meilen vor Tel Aviv der Zugriff. Heftiger Widerstand führte zu einem Verletzten auf britischer, und drei Verletzten auf jüdischer Seite. Nachdem der Widerstand gebrochen war, wurde die Jewish State nach Haifa geschleppt.
In Haifa wurden die Passagiere der Jewish State nicht von Bord gebracht, sondern drei Tage lang auf dem Schiff gehalten. Die Briten nutzten die Drahtverhaue auf dem Schiff nun als Ausbruchsicherung. Am 5. Oktober wurden die Passagiere auf die Deportationsschiffe Empire Rest, Empire Comfort und Snowden Smith verbracht, und im Rahmen der Operation Igloo nach Britisch-Zypern ins Internierungslager Dekelia gebracht. Zwei Palyamniks, vier Passagiere und mehrere ausländische Mannschaftsmitglieder konnten sich an Bord der Jewish State verstecken, und wurden später als Reinigungspersonal getarnt von Bord gebracht.
Die Jewish State wurde an den Wellenbrechern vor dem Hafen von Haifa verankert. Die als „Shadow Fleet“ bezeichnete Ansammlung beschlagnahmter Flüchtlingsschiffe vor Haifa war bereits auf 45 Schiffe angewachsen. Bereits ab April 1948, und damit noch vor Ende der Mandatszeit und Freigabe der Schiffe, wurde die Jewish State von jüdischen Mechanikern für den Einsatz als Militärschiff vorbereitet.

## Israelische Marine
Am 21. Mai 1948 verließ die Jewish State unter dem Namen Zfonit (hebräisch צְפוֹנִית) als erstes Schiff der „Shadow Fleet“ Haifa unter türkischer Flagge. Auf der Überfahrt nach Tel Aviv wurde die türkische Flagge eingeholt, die israelische gehisst und das Schiff in A-16 Eilat umbenannt. Sie war damit das erste Kriegsschiff des Staates Israel. Das Schiffskommando wurde von Josef Almog geführt, der bereits auf der Fahrt von Burgas nach Tel Aviv das Kommando führte. In Tel Aviv angekommen, wurde die Eilat mit Beza Maschinengewehren, Oerlikon Hispano-Suiza Flugabwehrkanonen Kaliber 20 mm sowie Sten Maschinenpistolen bewaffnet. Danach patrouillierte die Eilat vor der Küste, um Angriffe ägyptischer Schiffe und Flugzeuge auf Tel Aviv abzuwehren, sowie Geleitschutz für ankommende Flüchtlingsschiffe zu geben.
Am 4. Juni 1948 stieß die Eilat auf drei ägyptische Schiffe, die gerade in Begriff waren, Tel Aviv zu beschießen. Der ägyptische Verband bestand aus einer Fregatte, einem umgebauten Frachtschiff sowie einem Landungsschiff mit zahlreichen ägyptischen Soldaten. Die ägyptische Fregatte eröffnete das Feuer auf die Eilat, die im Lauf des Gefechts mehrfach getroffen wurde. Die Schäden am israelischen Schiff waren jedoch gering, verletzt wurde niemand an Bord. Die deutlich unterlegene Eilat forderte Luftunterstützung an, die von der zu diesem Zeitpunkt noch kleinen und schwachen israelischen Luftwaffe gegeben werden konnte: Eine Beechcraft Bonanza mit Tragflächenbomben sowie eine Fairchild 24 mit manuell abgeworfenen Granaten konnten gemeinsam mit der Eilat den ägyptischen Angriff auf Tel Aviv abwehren. Nachdem die Briten den Hafen Haifa am 30. Juni 1948 verlassen hatten, lief die Eilat (mit der Westwood) am 1. Juli 1948 in die Marinebasis Haifa ein. Dort wurde der Hauptmast entfernt. Kurz darauf verließ das Schiff Haifa mit 89 Mann Besatzung.
Nach dem überstandenen Krieg um Israels Unabhängigkeit wurde die Eilat Anfang der 1950er Jahre als Trainingsschiff für Seeoffiziere, Navigatoren und Maschinisten genutzt. 1955 wurde die Eilat in Matzpen umbenannt, die Kennung A-16 wurde dabei beibehalten. Als Matzpen wurde das Schiff als Mutterschiff für Motortorpedoboote genutzt und kam als solches auch im Sinai-Feldzug 1956 für Küstensicherung zwischen Tel Aviv und Port Said sowie für Geheimdienstaktionen zum Einsatz. Im Februar 1962 wurde die Matzpen aus dem Schiffsregister gestrichen und für 50.000 $ an ein italienisches Verschrottungsunternehmen verkauft.